# Epitausa hermesia
Epitausa hermesia là một loài bướm đêm trong họ Erebidae.